# Lunetta di Santo Stefano
La Lunetta Santo Stefano è una fortificazione costruita nel 1799 ad Ancona, in epoca napoleonica, durante il periodo in cui i francesi occupavano la città di Ancona, per migliorare le capacità difensive urbane.

La fortificazione fu utilizzata dai francesi nel 1799 contro gli attacchi austriaci, successivamente venne distrutta da quest'ultimi nel 1815, ricostruita venne utilizzata nel 1849 durante l'assedio del 1849, durante il quale gli austriaci circondavano la città, che aveva aderito alla Repubblica Romana. Non venne invece investita direttamente durante l'assedio del 1860.
Dopo l'unità d'Italia, faceva parte della terza ed ultima linea difensiva; perse progressivamente rilievo militare in seguito alla Terza guerra d'indipendenza italiana.
L'opera difensiva è in gran parte inserita in un terrapieno con diversi locali ad uso difensivo, collegati tra loro da gallerie sotterranee; è presente anche una casermetta. La Lunetta di Santo Stefano era uno dei capisaldi delle mura cittadine, tra Forte Cardeto, il Campo trincerato e la Cittadella.
All'interno della Lunetta Santo Stefano si estende il Parco della Lunetta, mentre all'esterno delle sue mura si trova il Parco del Pincio.
Le mura ottocentesche della città collegano anche oggi la Lunetta con l'antico campo trincerato, all'interno del quale si trova il Parco della Cittadella.
A volte la fortificazione è aperta al pubblico per lo svolgimento di visite guidate.

## Galleria d'immagini

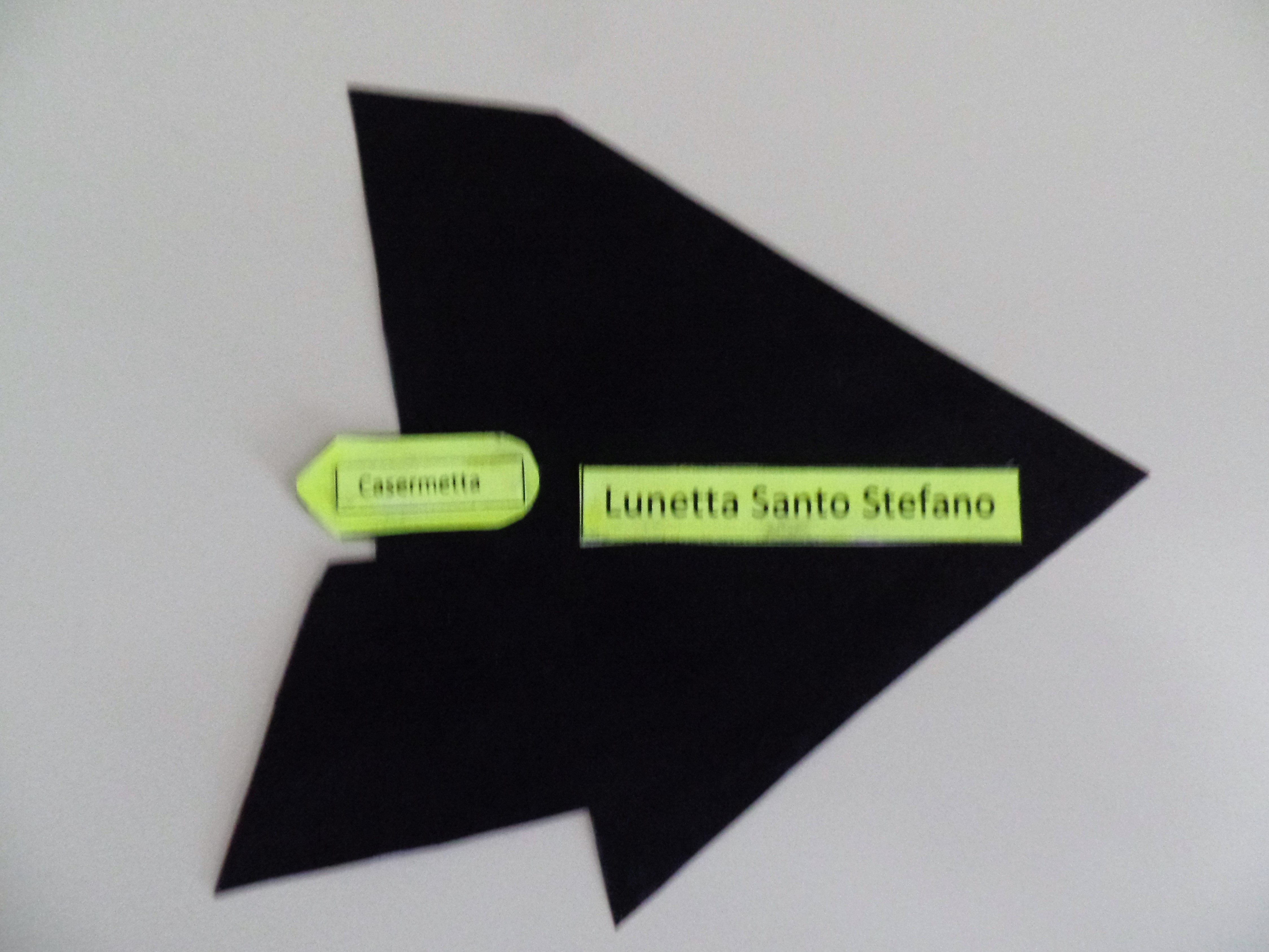
Lunetta Santo Stefano Ancona Pianta
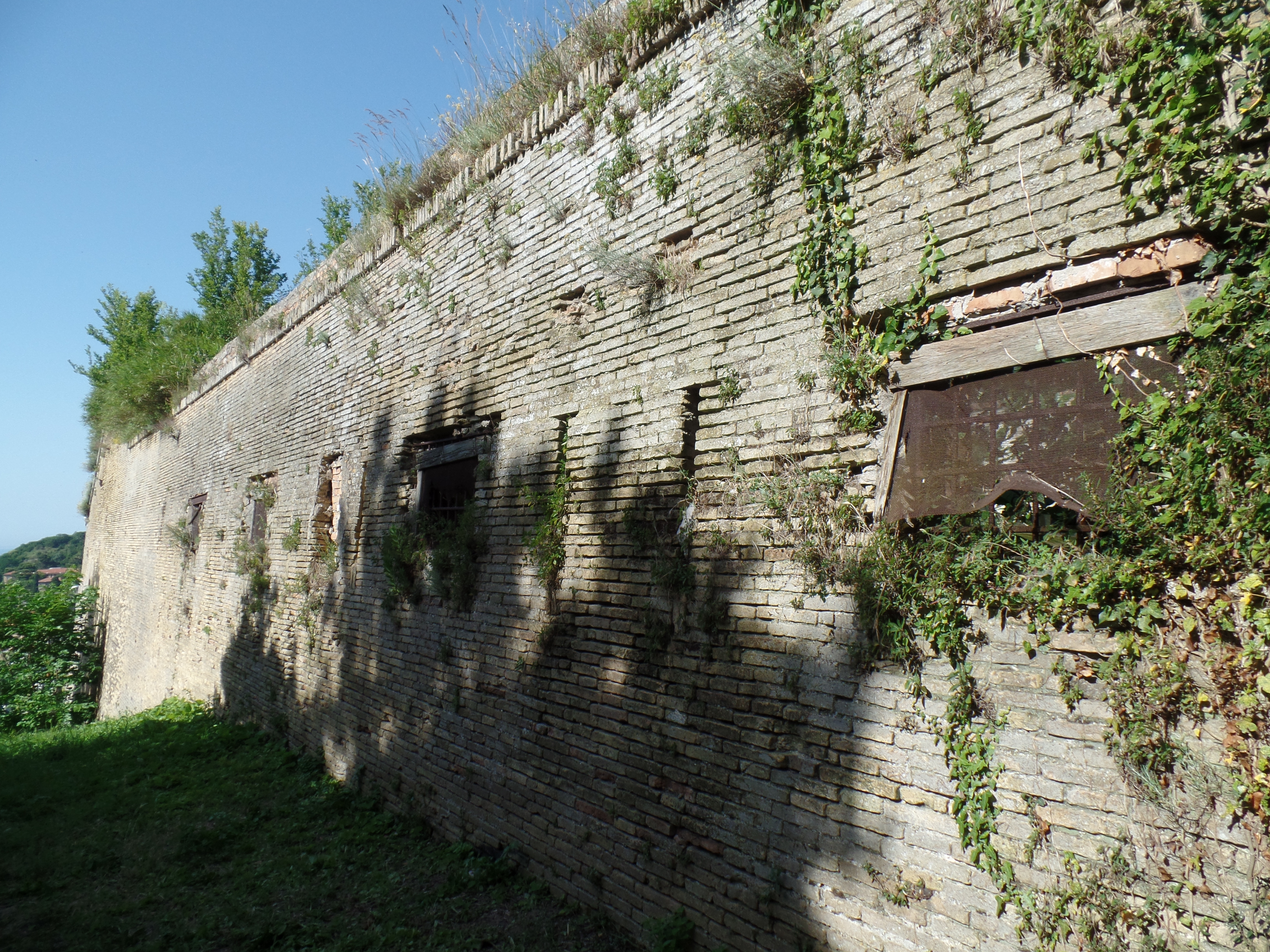
Lunetta S.Stefano AN mura esterne
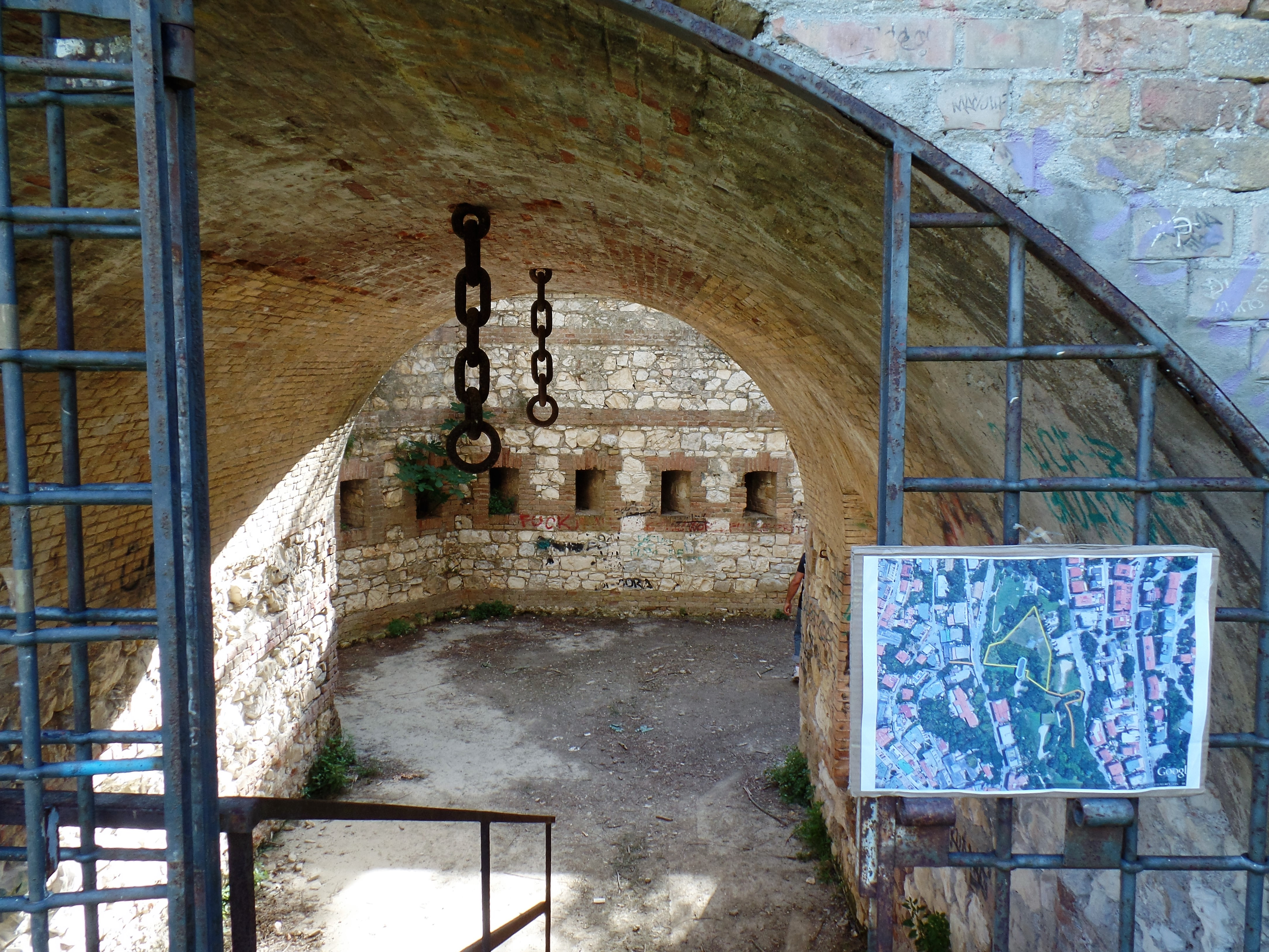
Lunetta S.Stefano AN entrata con cancello
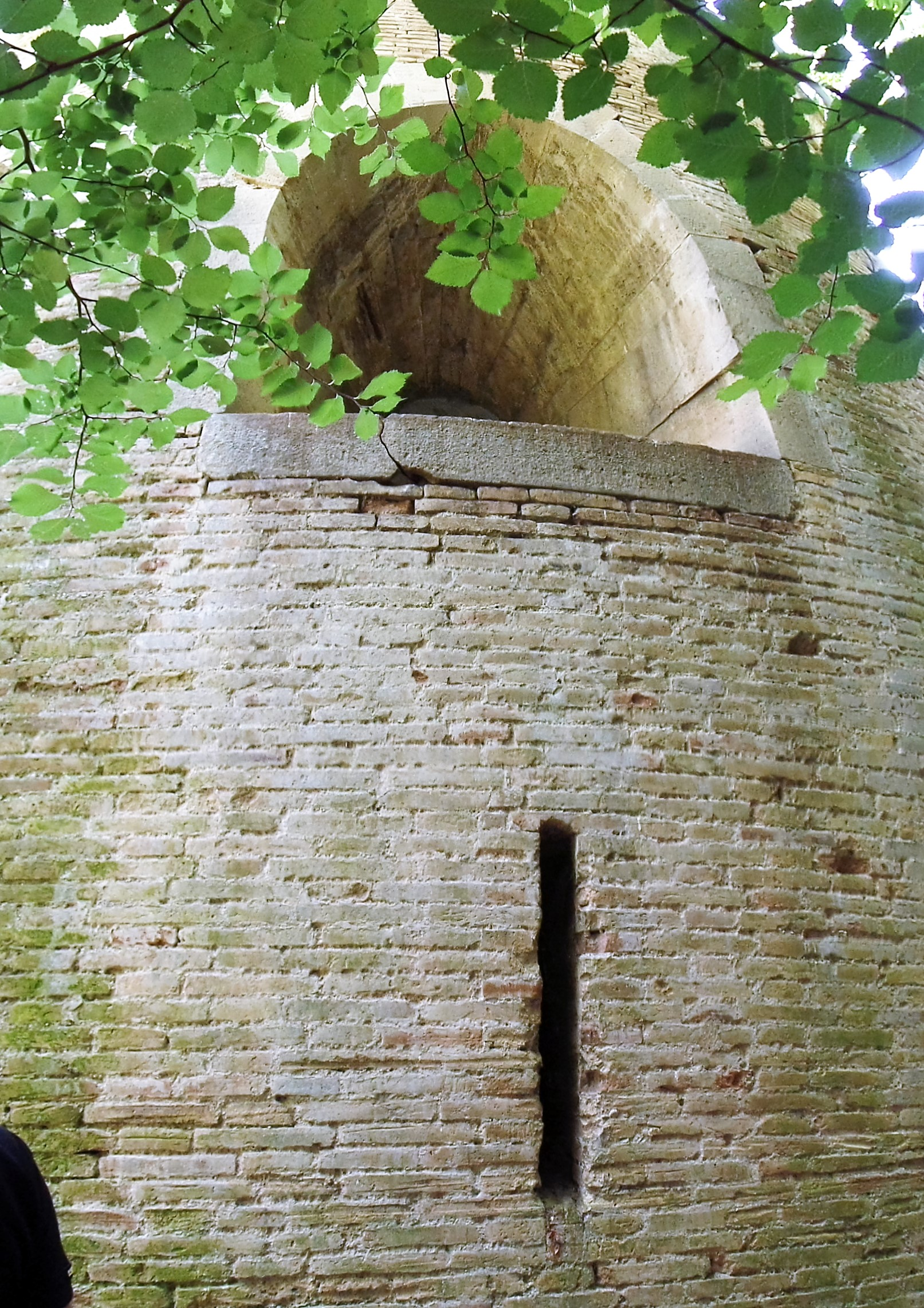
Lunetta S.Stefano AN casermetta feritoie
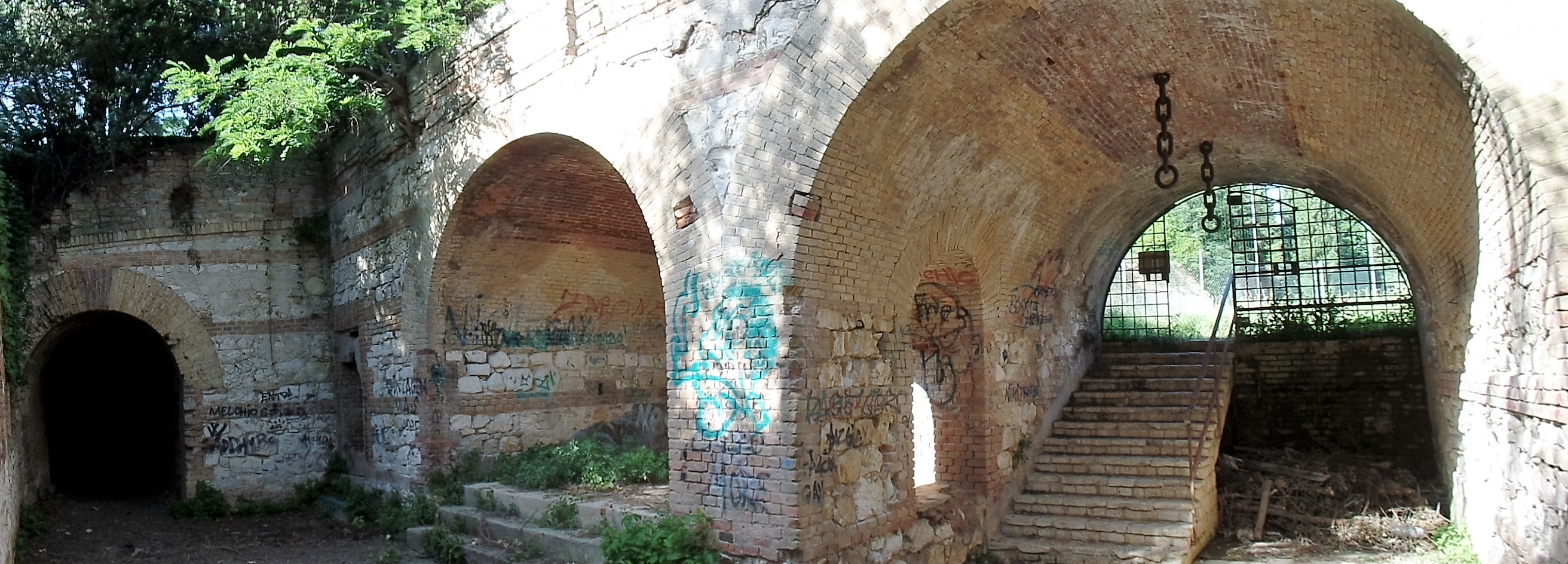
Lunetta S.Stefano AN cortile interno
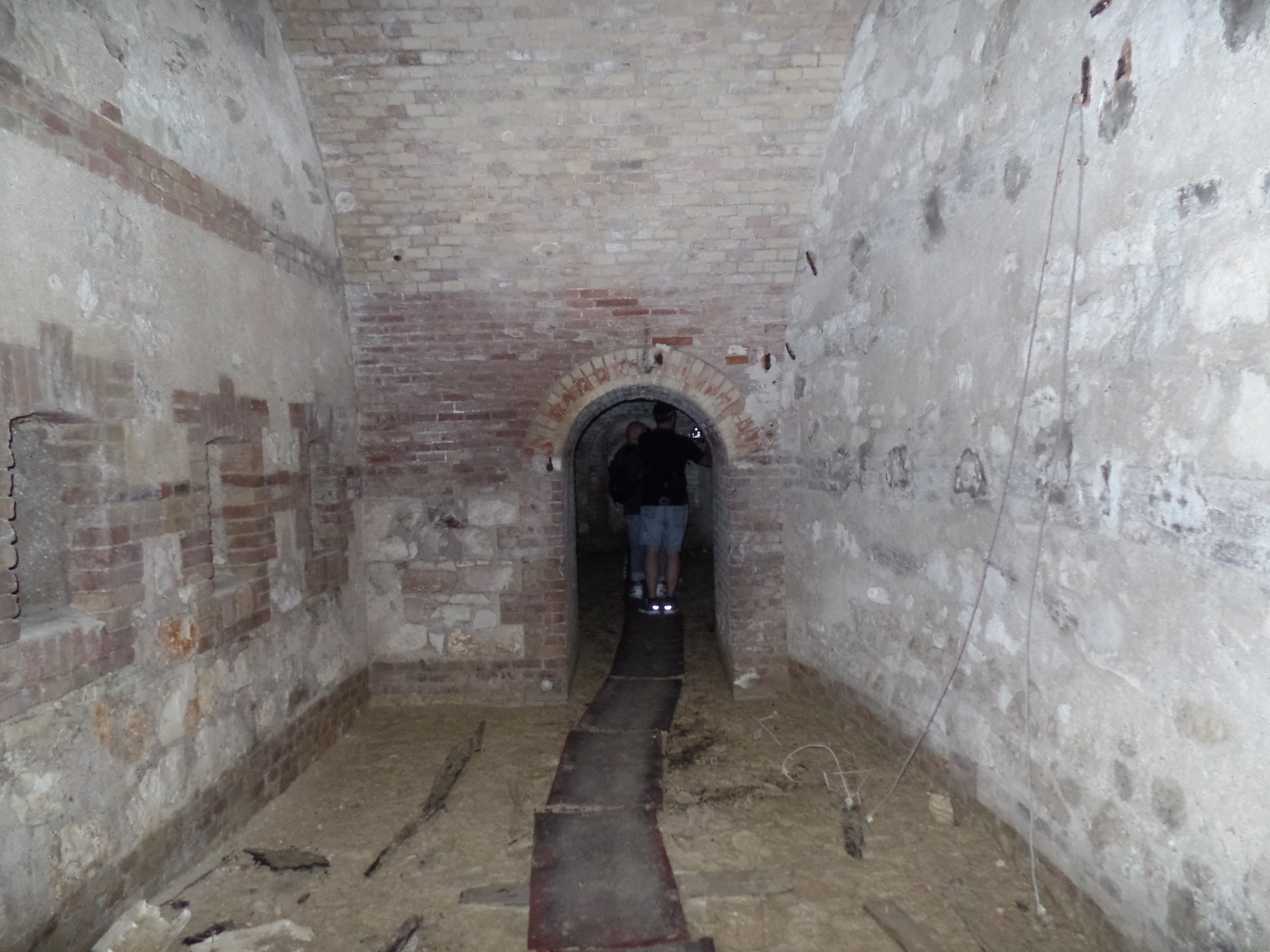
Lunetta S.Stefano AN locali sotterranei
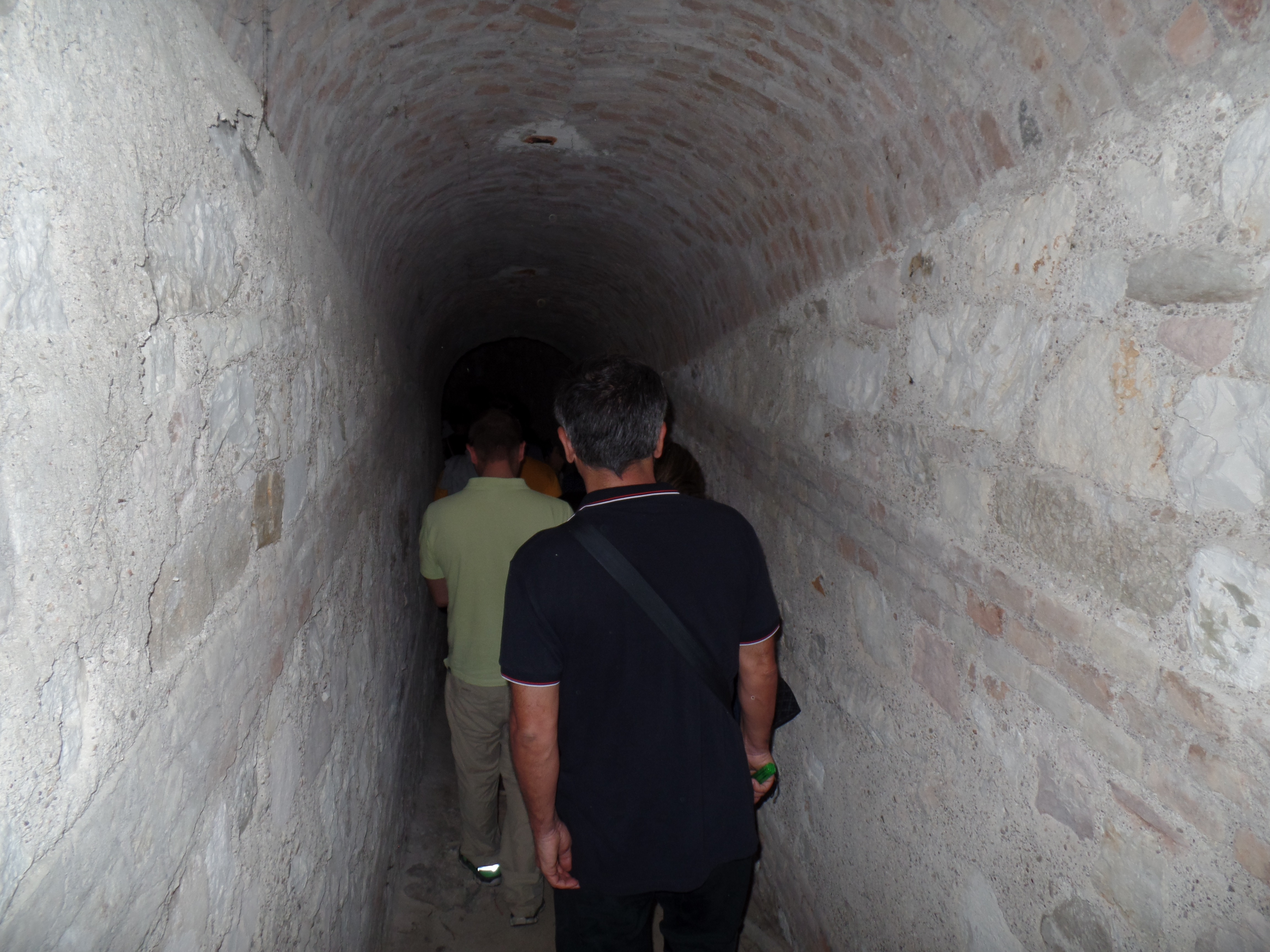
Lunetta S.Stefano AN camminamenti sotterranei
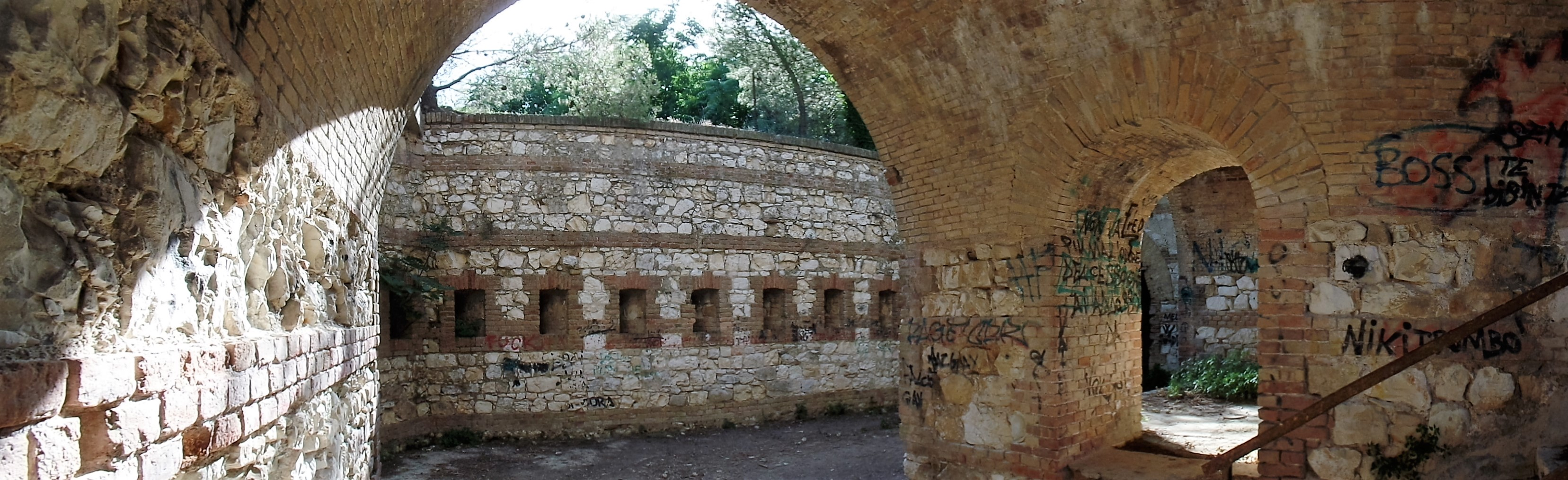
Lunetta S.Stefano AN muro con feritoie
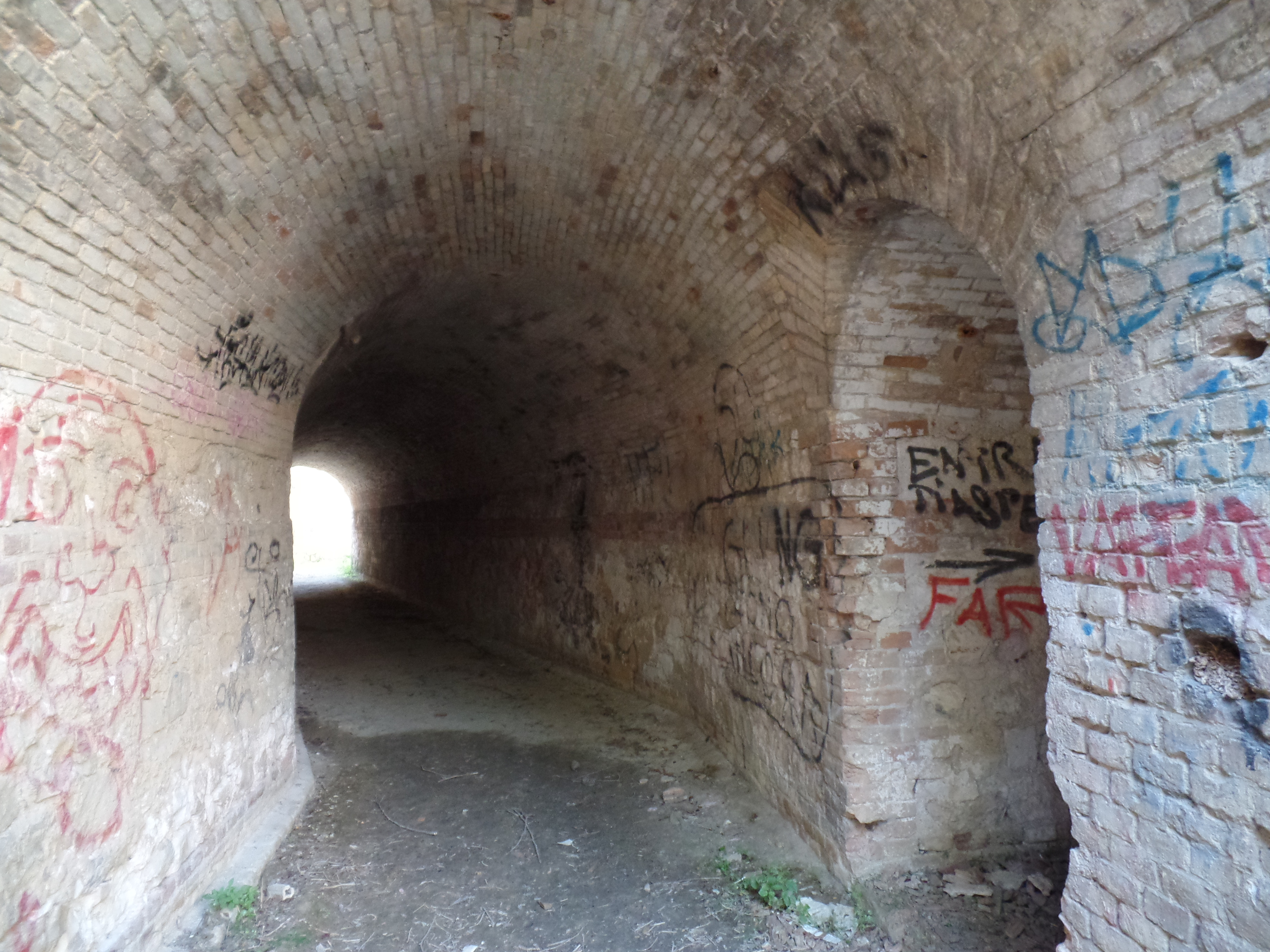
Lunetta S.Stefano AN passaggi coperti
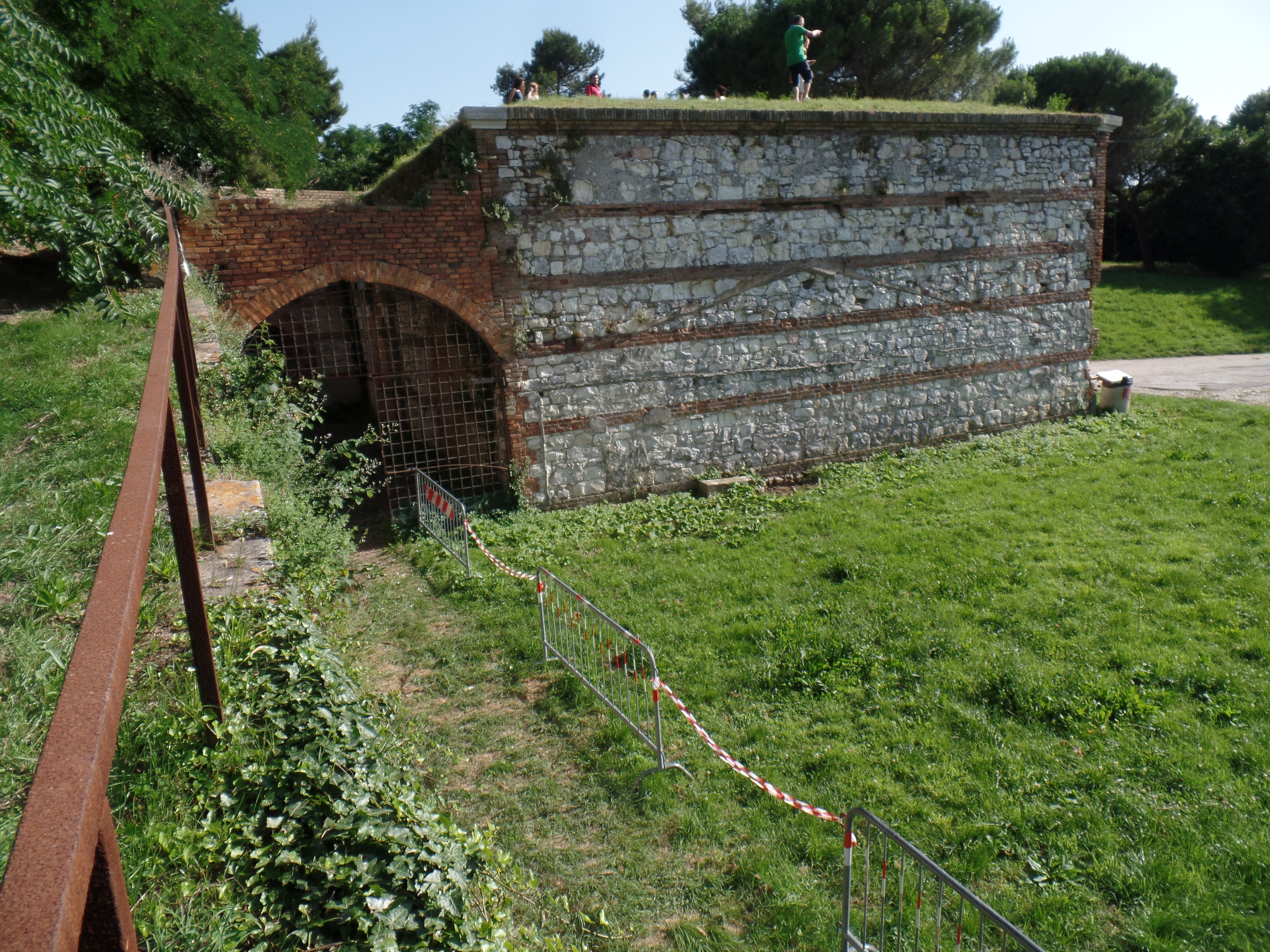
Lunetta S.Stefano AN vista mura
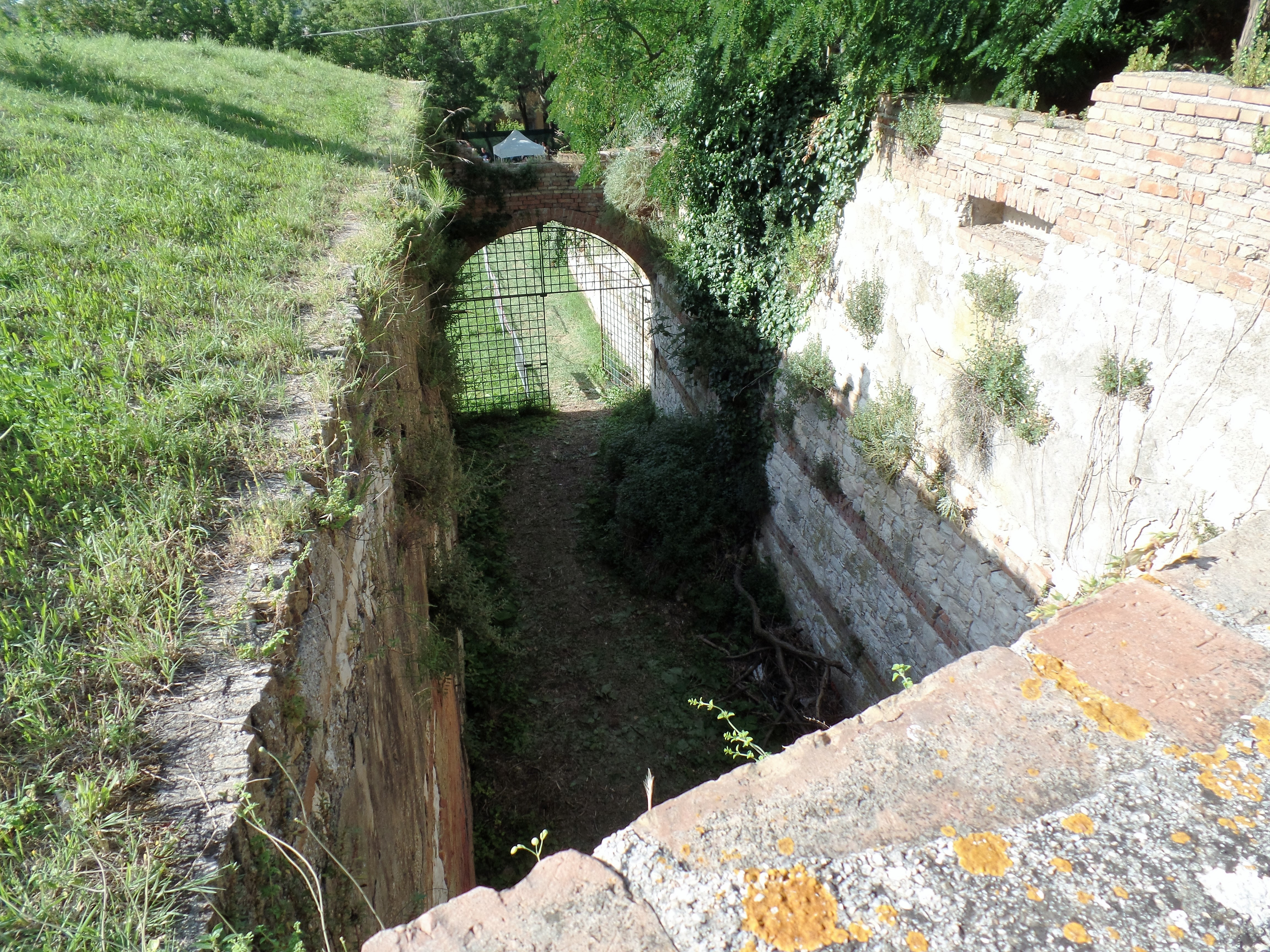
Lunetta S.Stefano AN passaggio interno
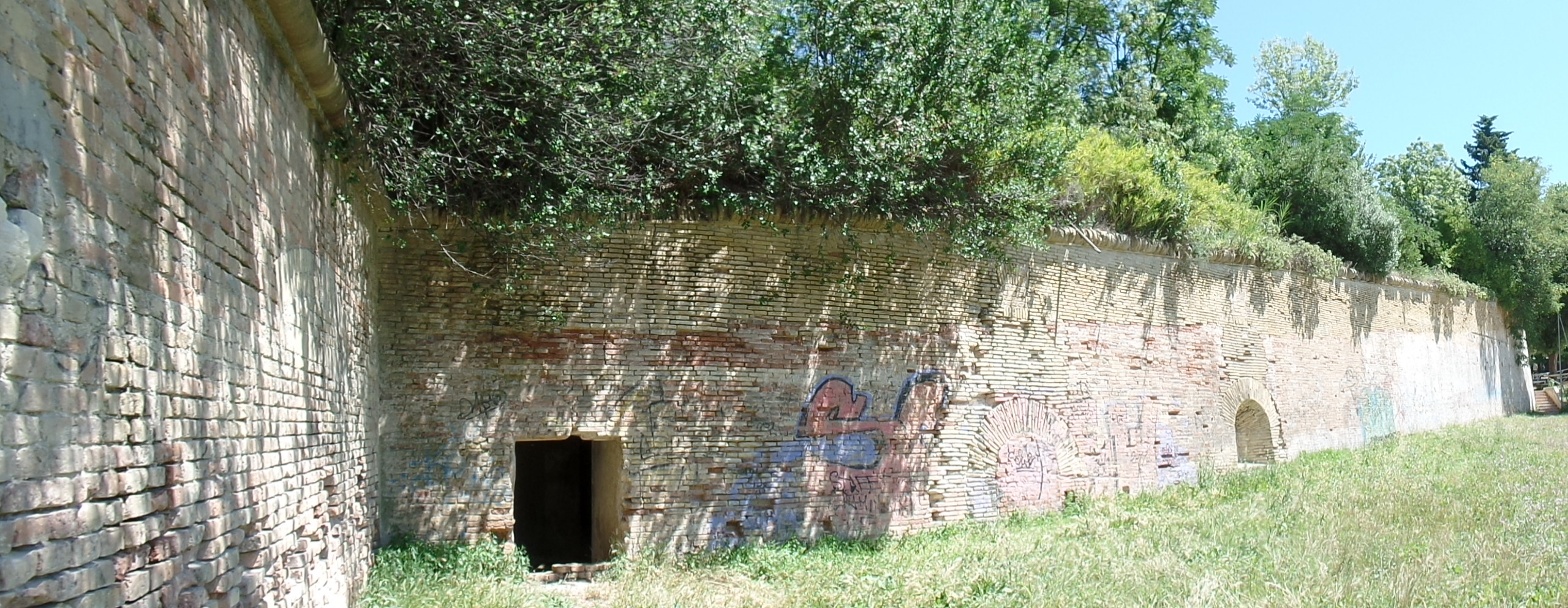
Lunetta S.Stefano AN lato campetto di calcio
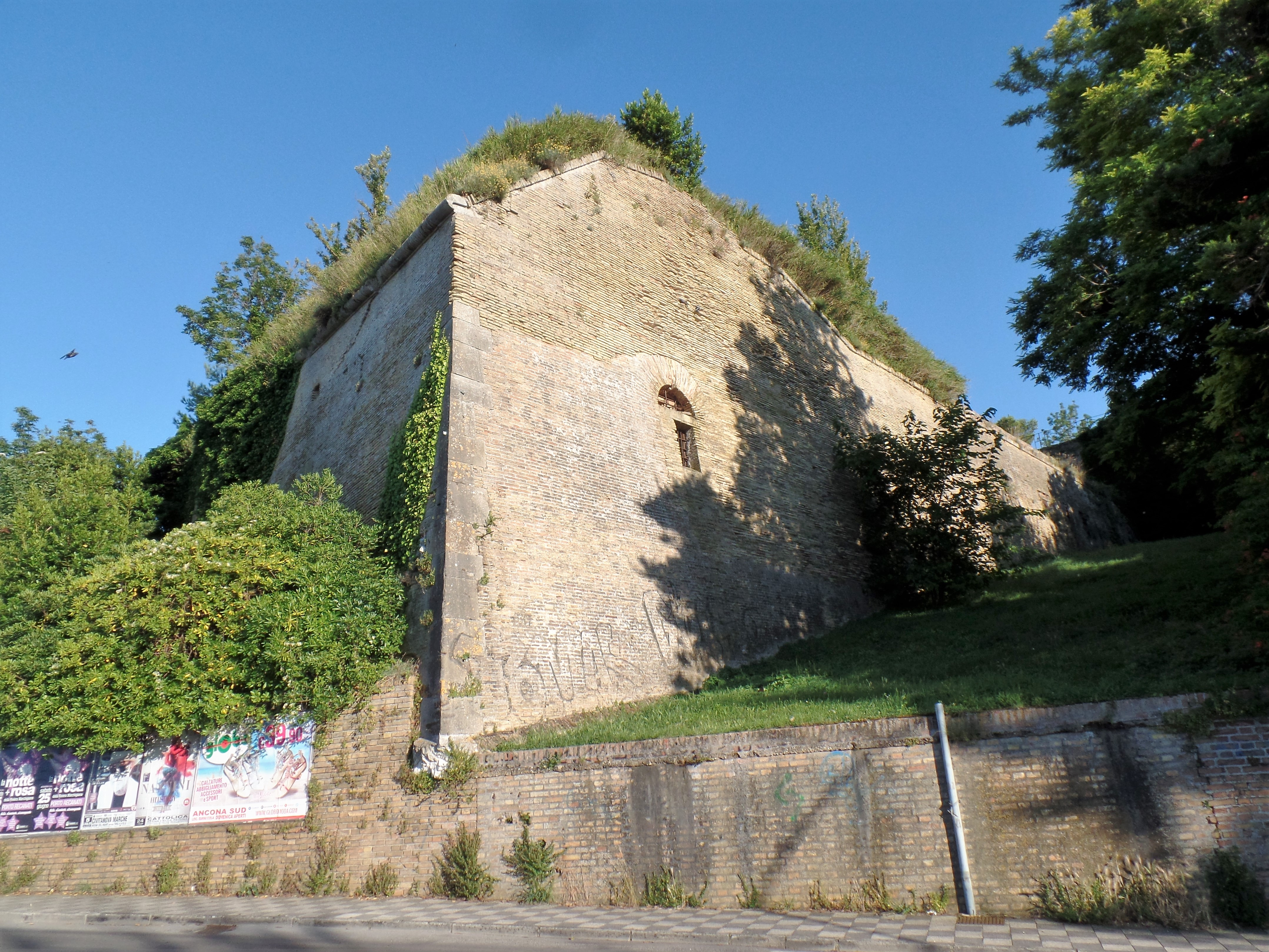
Lunetta S.Stefano AN lato Via Veneto
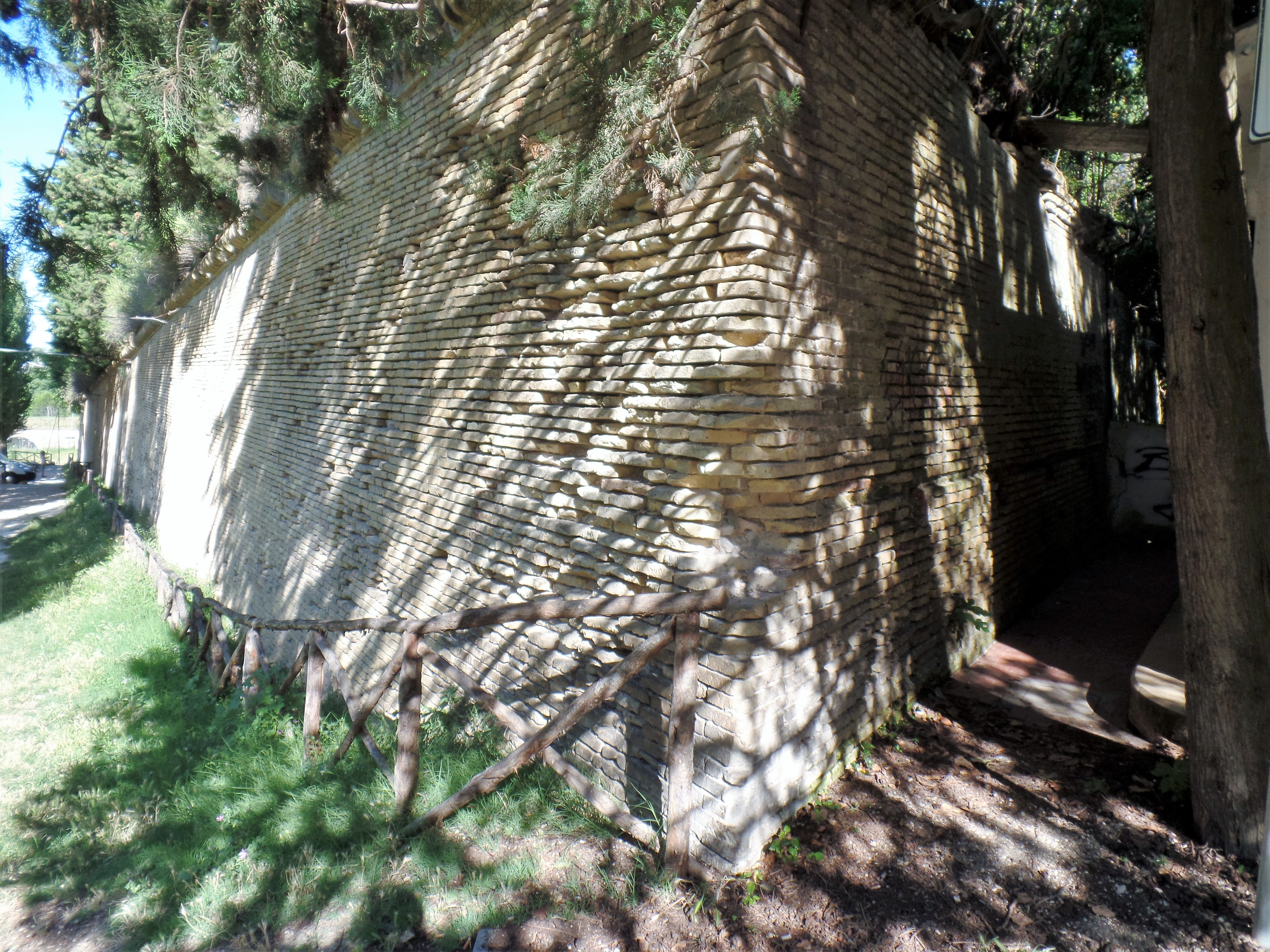
Lunetta S.Stefano AN spigolo avanzato